# Giovanni Saldarini
Giovanni Saldarini (Cantù, 11 de dezembro de 1924 - Milão, 18 de abril de 2011) foi um cardeal italiano e arcebispo emérito de Turim.
Foi bispo-auxiliar de Milão, com o titulus de bispo-titular de Gaudiaba entre 1984 e 1989. Depois, foi elevado a arcebispo de Turim, exerce a prelazia de 1989 até 1999, quando se retira. Foi criado cardeal em 1991 pelo Papa João Paulo II, com o título pro hac vice de Cardeal-padre de S. Cuore di Gesù a Castro Pretorio.